# Anaxipha fuscocinctum
Anaxipha fuscocinctum är en insektsart som först beskrevs av Lucien Chopard 1925.  Anaxipha fuscocinctum ingår i släktet Anaxipha och familjen syrsor. Inga underarter finns listade i Catalogue of Life.